# アトレティコ・レバンテUD
アトレティコ・レバンテ・ウニオン・デポルティーバ（Atlético Levante Unión Deportiva）は、スペイン・バレンシアに拠点を置くレバンテUDのリザーブチーム。現在はテルセーラ・フェデラシオンに所属している。

## クラブ名の変遷
- クルブ・アトレティコ・レバンテ (1962-76)
- レバンテUDアフィシオナドス (1976-84)
- レバンテUD B (1994-2004)
- アトレティコ・レバンテUD (2004-)

## 過去の成績
| シーズン | 部 | ディヴィジョン | 順位 |
| -------- | -- | -------------- | ---- |
| 1999/00  | 4  | テルセーラ     | 6位  |
| 2000/01  | 4  | テルセーラ     | 5位  |
| 2001/02  | 4  | テルセーラ     | 3位  |
| 2002/03  | 4  | テルセーラ     | 4位  |
| 2003/04  | 4  | テルセーラ     | 4位  |
| 2004/05  | 3  | テルセーラ     | 3位  |
| 2005/06  | 3  | セグンダB      | 2位  |
| 2006/07  | 3  | セグンダB      | 10位 |
| 2007/08  | 3  | セグンダB      | 20位 |
| 2008/09  | 4  | テルセーラ     | 12位 |
| 2009/10  | 4  | テルセーラ     | 9位  |
| 2010/11  | 4  | テルセーラ     | 17位 |
| 2011/12  | 4  | テルセーラ     | 2位  |
| 2012/13  | 3  | セグンダB      | 3位  |
| 2013/14  | 3  | セグンダB      | 18位 |
| 2014/15  | 4  | テルセーラ     | 2位  |
| 2015/16  | 3  | セグンダB      | 14位 |
| 2016/17  | 3  | [セグンダB     | 16位 |
| 2017/18  | 4  | テルセーラ     | 1位  |
| 2018/19  | 3  | セグンダB      | 11位 |
| 2019/20  | 3  | セグンダB      | 12位 |

| シーズン | 部 | ディヴィジョン | 順位    |
| -------- | -- | -------------- | ------- |
| 2020/21  | 3  | セグンダB      | 6位/7位 |
| 2021/22  | 4  | セグンダRFEF   | 14位    |
| 2022/23  | 5  | 連盟3部        | 4位     |
| 2023/24  | 5  | 連盟3部        |         |

- 11シーズン - セグンダ・ディビシオンB
- 1シーズン - セグンダ・ディビシオンRFEF
- 16シーズン - テルセーラ・ディビシオン
- 2シーズン - テルセーラ・フェデラシオン

## タイトル

### 国内タイトル
- テルセーラ・ディビシオン : 1回
  - 2017-18

## 歴代所属選手
- クラウディオ・バラガン
- パコ
- フアンラ
- ビクトル・マルコ
- エミリオ・サンチェス

- ホセ・エンリケ
- マヌ・エレーラ
- エクトル・ロダス
- ビセンテ・イボーラ
- ロケ・メサ

- モサ
- マルク・マテウ
- アーロン・ブエノ
- モノ
- アンディ・ロドリゲス

- ルベン・ガルシア
- ロジェール・マルティ
- イバン・ロペス
- ホセ・ルイス・モラレス
- ジェイソン

## 歴代監督
- ホセ・アンヘル 2003-04
- ルイス・オルトラ 2004-05
- ホセ・アンヘル 2005-06
- カルロス・シモン 2006-07
- ラウール・ルイス 2007-08
- ホセ・アントニオ・ゴメス・ゴメス 2008-14
- ミゲル・アンヘル・ビジャファイナ 2014-16
- トニ・アパリシオ 2016
- カルロス・グラネロ 2016-17
- パコ・ロペス 2017-18
- ハビエル・オライソラ 2018
- ルイス・ガルシア・テベネ 2018-2020
- アレッシオ・リスチ 2020-2021
- アドリアン・エステべ 2021-